# New Central Bank Tower
New Central Bank Tower, oftare kallad Times Tower, är en 140 meter hög skyskrapa i Nairobi, Kenya, färdigställd i maj 2000. Den var fram till 2014 den högsta skyskrapan i Östafrika, innan tvillingtornen PSPF Towers i Dar Es Salaam (153 meter) stod färdiga. Den var fram till 2015 den högsta byggnaden i Nairobi och Kenya, men passerades då av UAP Old Mutual Tower.
Byggnaden är 38 våningar hög, och är hem åt det kenyanska skatteverket, Kenya Revenue Authority (KRA). I byggnaden finns också bland annat ett parkeringsgarage.